# レイキャヴィク・ホエール・ウォッチング・マサカー
『レイキャヴィク・ホエール・ウォッチング・マサカー』（Reykjavik Whale Watching Massacre）は、2009年のアイスランドのホラー映画。

## あらすじ
アイスランドの首都のレイキャヴィクは連日ホエールウォッチングに訪れる観光客で賑わっていた。ある日、6組の観光客を乗せた船が航行中に船長が死亡してしまい、海上に取り残されてしまう。するとそこへ漁船が通りかかり、それを操業している家族に拾ってもらった。だが実は、彼らは捕鯨禁止措置によって職を失ってしまい、ホエールウォッチャーに憎しみを抱く家族だった。

## キャスト
- ガンナー・ハンセン: ペートゥル船長
- ピヒラ・ヴィータラ: アネット
- 裕木奈江: エンドウ
- テレンス・アンダーソン: レオン
- ミランダ・ヘネシー（英語版）: マリー
- グズルーン・ギスラドッティル: ママ
- ヘルギ・ビョルンソン: トリグヴィ
- ステファン・ヨンソン: シギー

## 製作
撮影期間は約40日である。劇中に登場する捕鯨船はプロデューサーの私物が使われた。
監督のユリウス・ケンプは「ホラー映画の良し悪しは、8割が音にかかっている」ためにそこは削れないと考え、その結果、『プレデター』、『エイリアン3』に携わったイギリスの音響技師が雇われた。捕鯨船の効果音には『エイリアン』の宇宙船の効果音が使われた。
ガンナー・ハンセン演じるペートゥル船長がシーシェパードのポール・ワトソン代表に似ていると話題になったが、監督は「いえ、まったく意図していませんでしたが、確かに良く似ていますね。でもポール・ワトソンはアイスランドでは歓迎されません（笑）。」と答えている。
続編の企画が進行中であり、シオン・シガードソンが脚本を書いている。裕木奈江が主役となり、アマゾンを舞台としてブラジルで撮影される予定である。